# Futbol'nyj Klub Lokomotiv Sankt-Peterburg
Il Lokomotiv San Pietroburgo, ufficialmente Lokomotiv Sankt-Peterburg' (in russo Футбольный клуб Локомотив Санкт-Петербург?) è stata una società calcistica russa con sede a San Pietroburgo.

## Storia
Fondata in epoca sovietica nel 1936, prese parte alla prima edizione della Coppa sovietica. In seguito partecipò al campionato sovietico solo nel 1969, quando finì tredicesimo nel girone 8 russo di Klass B, la terza serie.
Con la nascita del campionato russo, ottenne immediatamente la licenza professionistica, giocando in terza serie: vi rimase fino al 1995, quando si fusa con i concittadini dello Smena-Saturn, ottenendo la possibilità di giocare in seconda serie. Al primo anno di partecipazione alla seconda serie fu quindi noto come Lokomotiv-Saturn, ma già dal 1997 tornò alla denominazione di Lokomotiv.
Proprio nel 1997 ottenne il suo migliore piazzamento finendo quinto; nel 2000, dopo cinque anni di permanenza, finì ultimo, retrocedendo. Cedette la licenza professionistica ai concittadini dello Zenit che diedero così vita alla loro formazione riserve.
La Lokomotiv continuò la propria attività tra i dilettanti, prima di chiudere definitivamente nel 2006.

## Statistiche e record

### Partecipazione ai campionati

#### Unione Sovietica
| Livello | Categoria | Partecipazioni | Debutto | Ultima stagione | Totale |
| ------- | --------- | -------------- | ------- | --------------- | ------ |
| 3º      | Klass B   | 1              | 1969    | 1969            | 1      |

#### Russia
| Livello | Categoria       | Partecipazioni | Debutto | Ultima stagione | Totale |
| ------- | --------------- | -------------- | ------- | --------------- | ------ |
| 2º      | Pervaja liga    | 2              | 1996    | 1997            | 5      |
| 2º      | Pervyj divizion | 3              | 1998    | 2000            | 5      |
| 3º      | Vtoraja liga    | 4              | 1992    | 1995            | 4      |

## Palmarès

### Competizioni nazionali
- Pervenstvo Rossii sredi ljubitel'skich futbol'nych klubov: 1

2004

### Altri piazzamenti
- Vtoroj divizion:

Terzo posto: 1993 (Girone 5)